# Fragmenta juris Romani Vaticana

Les Fragmenta juris Romani Vaticana sont des fragments d'un vaste traité de droit romain datant du IVe siècle, découverts en 1820 par le cardinal Angelo Mai dans un manuscrit palimpseste de la Bibliothèque du Vatican (Vat. lat. 5766).
Ce manuscrit est arrivé au Vatican en 1618, sous le pontificat de Paul V, en provenance de l'Abbaye de Bobbio. Il s'agissait d'une copie des Collationes de Jean Cassien réalisée au VIIIe siècle sur du parchemin de remploi. Les feuillets originaux avaient alors été découpés en trois. Les textes sous-jacents mis en évidence par le cardinal Mai sont des compilations juridiques : outre le traité du IVe siècle, un feuillet avec un passage du code Théodosien et un autre avec un passage de la Lex Romana Burgundiorum du roi Gondebaud. Ce dernier élément fait penser à une collection juridique venant du sud-est de la Gaule.
341 fragments du traité allant de quelques mots à un paragraphe ont pu être restitués, appartenant à seulement 33 feuillets très abîmés d'un codex original qui en comportait au moins 232. Les fragments conservés concernent le droit privé, mais étant donné leur faible ampleur par rapport à l'ouvrage d'origine, il est impossible de restituer ni le plan ni la portée de celui-ci. L'auteur s'appuie sur des citations abondantes de juristes classiques (surtout Papinien, Paul et Ulpien, mais aussi l'auteur, dont le nom n'apparaît pas dans les fragments, d'un traité sur les interdits). Il cite aussi de nombreuses constitutions impériales, essentiellement des rescrits : la plus ancienne de 205 (frg. 267), la majorité de l'époque de la Tétrarchie, plusieurs de l'époque de la cohabitation entre Constantin et Licinius (entre 313 et 318), et quatre encore postérieures, dont une, exceptionnellement tardive, datant de 372 (frg. 37). Les références aux rescrits du IIIe siècle sont données plusieurs fois dans le code Grégorien (frg. 266, 272, 285, 286, 288) et le code Hermogénien (frg. 270, 271). Le code Théodosien n'est pas connu, et le texte des constitutions postérieures à 312 est parfois donné de façon plus développée que dans ce code.
Selon Theodor Mommsen, ce traité date d'entre 318 et 321 : en effet, au frg. 66, on repère une note d'Ulpien sur un passage de Papinien ; or ces notes ont été interdites par une constitution de Constantin datée du 28 septembre 321. D'autre part, l'inscription du nom de Licinius sur plusieurs constitutions serait un indice que l'ouvrage daterait d'avant sa défaite en 324 et la damnatio memoriæ dont il fut l'objet. Les quatre constitutions postérieures à cette date qui apparaissent dans les fragments auraient été ajoutées après coup.

## Édition
- Theodor Mommsen, Paul Krüger (éd.), Fragmenta Vaticana. Mosaicarum et Romanarum legum collatio, Collectio librorum juris antejustiniani in usum scholarum, t. III, Leipzig, Weidmann, 1890.